# A.J. Bramlett
A.J. Bramlett, né le 10 janvier 1977 à DeKalb en Illinois, est un ancien joueur américain de basket-ball. Il évolue au poste de pivot.

## Biographie

### Carrière professionnelle
En 1999, Bramlett a été Drafter par les Cavaliers de Cleveland au deuxième tour de la draft NBA en 1999. Bramlett n'a disputé que huit matchs avec Cleveland et a été coupé en janvier 2000. Il a également participé à 35 compétitions de l'ABC au cours de la saison 1999-2000, jouant pour les Bobcats de La Crosse.

## Palmarès
- Champion NCAA 1997
- Champion de Lettonie 2007